# Beroun-Zdejcina
Beroun-Zdejcina, bis 1980 Zdejcina (deutsch Zdeycin, 1939–1945 Eigen) ist ein Ortsteil der Stadt Beroun in Tschechien. Er liegt drei Kilometer nordwestlich des Stadtzentrums von Beroun und gehört zum Okres Beroun.

## Geographie

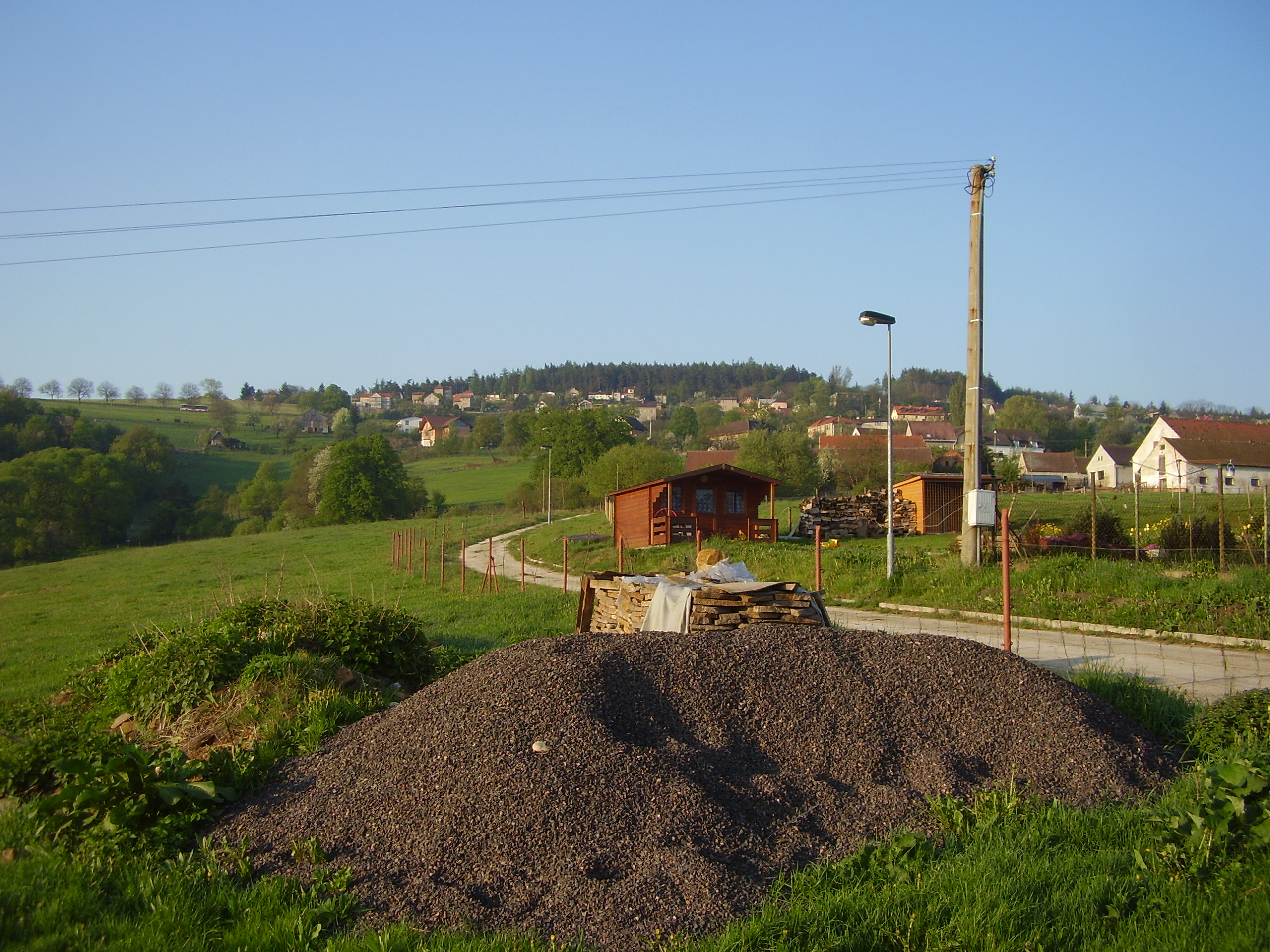
Blick aus dem Berounkatal auf Zdejcina

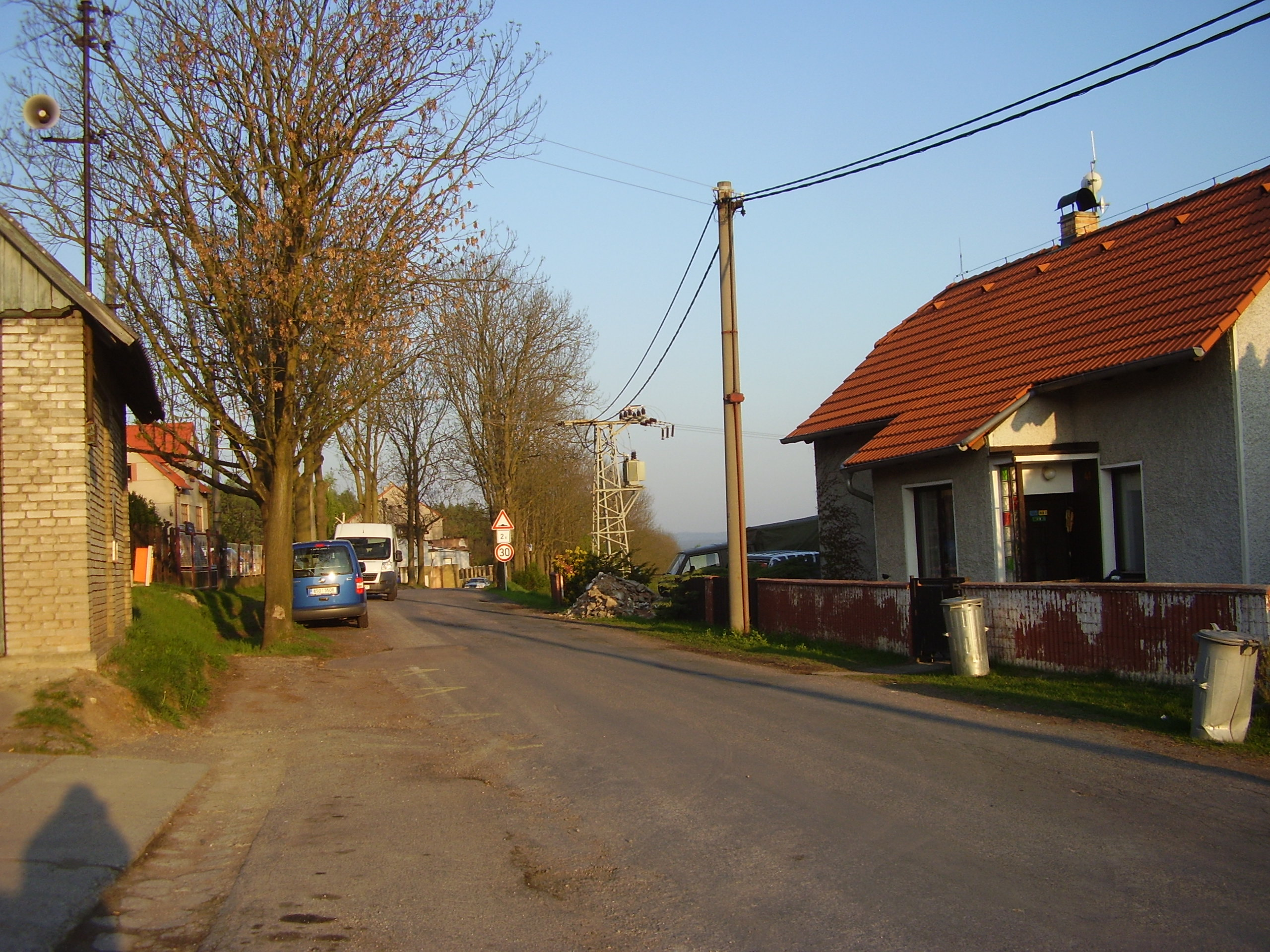
Straße im Oberdorf

Zdejcina befindet sich rechtsseitig über dem Tal der Berounka am Nordhang des Děd in der Křivoklátská vrchovina. Das Dorf liegt am Rande des Landschaftsschutzgebietes Křivoklátsko. Nördlich erheben sich der Koš (383 m), die Krupka (380 m) und der Kluk (392 m), im Nordosten der Plešivec (459 m), östlich die Brdatka (377 m) und der Ostrý (377 m), im Süden der Děd (492 m), südwestlich der Lísek (483 m) und im Nordwesten die Hradiště (380 m).
Nachbarorte sind Hýskov im Norden, Stará Huť und Lhotka u Berouna im Nordosten, V Pánvích, Dvůr Pták, Brdatka, Višňovka und Drábov im Osten, U Studánky, Sídliště Hlinky und Beroun im Südwesten, Na Vinici, Pod Vinicí, Na Morákově und Zahořany im Süden, Na Lísku, Trubská, Lísek und Hudlice im Südwesten, Lísa, Doužebnice und Otročiněves im Westen sowie Nová Huť, Nižbor, Stradonice und Porostliny im Nordwesten.

## Geschichte
Archäologische Funde belegen eine frühzeitliche Besiedlung der Gegend. Auf dem Hradiště entstand um 150 v. Chr. ein keltisches oppidum.
Die erste urkundliche Erwähnung des im dichten Wald Kdýčiny nordwestlich der Königsstadt Beroun gelegenen Dorfes Kdýčina erfolgte im Jahre 1325. Auf dem erhöhten Platz an der Stelle des Gutes Nr. 11 befand sich eine mittelalterliche Feste. Seit 1382 ist Kdýčina als Lehngut der Miesenburg nachweisbar. Besitzer waren die Herren von Jablonec. Nach dem Tode des Jan von Jablonec und Chlumčan fiel das Gut einschließlich der Feste und zwei Meierhöfen um 1415 Dobeš von Jablonec zu. Ihm folgte Jetřich von Jablonec, der das Gut im Jahre 1453 zusammen mit seiner Frau Margarethe seinem Schwiegersohn Materna von Újezd übereignete. Nach Maternas Tod verwaltete seine Witwe Anna von Jablonec ab 1487 das Gut für ihre minderjährigen Söhne Diviš und Jan. Der Anteil des Jan von Újezd fiel um 1497 mit dessen Tod an die böhmische Krone heim. Zu Beginn des 16. Jahrhunderts erwarb Jiřík Osovský von Adlar das Gut, ihm folgte Jindřich Karel von Svárov. Dieser verkaufte Kdýčina im Jahre 1520 an Pavel von Hořan und dessen Frau Barbara, geborene von Harasov. Nachfolgender Besitzer des Gutes war Zikmund Kamýk von Pokratice, der den Hof und das Dorf an die Stadt Beroun veräußerte.
Nach dem Ständeaufstand von 1547 zog Kaiser Ferdinand I. das Gut Kdýčina ein und verkaufte es im Jahr darauf an Georg Otto von Loß. Zdeněk Otto von Loß verkaufte das Gut Kdýčina zusammen mit Popovice und Koněprusy 1586 an Johann d. Ä. Popel von Lobkowicz auf Točník. Dessen Sohn Georg ließ die Herrschaft Točník 1590 teilen, dabei wurde Kdejčin nach Königshof untertänig. Im Jahre 1593 verlor er wegen einer Intrige gegen Kaiser Rudolf II. sämtliche Güter. 1594 wurden die Herrschaften Točník, Zbiroh und Königshof zu einer Kameralherrschaft vereinigt, deren Hauptmann seinen Sitz im Schloss Zbiroh hatte. Zu Beginn des 17. Jahrhunderts wurde der Kdejčiner Hof aufgehoben, den Hammerleuten und Arbeitern der Eisenhütte an der Berounka wurde im Jahre 1607 an seiner Stelle der Bau von Chaluppen bewilligt, später entstand dort das Dorf Stará Huť. Die Verwaltung und die Erträge des Königshofer Anteils der Kameralherrschaft Zbirow wurden 1834 als k.k. Montan-Herrschaft bzw. Berg-Cameralherrschaft Königshof dem k.k. Montan-Aerar zugewiesen. Sie blieb dabei dem k.k. Oberamt Zbirow untergeordnet, erhielt jedoch einen Amtsverwalter.
Im Jahre 1846 bestand das im Berauner Kreis gelegene Dorf Zdegčina, auch Zdeyčina, Stečina, Zditzina bzw. Zdeyčin aus 21 Häusern mit 194 Einwohnern. Unterhalb des Dorfes wurden drei Steinkohlengruben betrieben. Besitzer der St.-Josephi-Zeche war der Königshofer Meierhofspächter Franz Poche; die St.-Emanuel-Zeche und St.-Emanuel- und Maria-Zeche gehörten Norbert Setikowsky aus Beraun. Jedoch lieferte die isolierte Steinkohlenformation nur für Kalk- und Oleumbrennereien brauchbare kleine Kohle. Pfarrort war Nischburg. Bis zur Mitte des 19. Jahrhunderts blieb das Dorf der k.k. Montan-Herrschaft Königshof untertänig.
Nach der Aufhebung der Patrimonialherrschaften bildete Zdejčina / Zdeycin ab 1850 einen Ortsteil der Gemeinde Hýskov im Gerichtsbezirk Beroun. 1868 wurde das Dorf dem Bezirk Hořowitz zugeordnet. In den 1890er Jahren löste sich Zdejčina von Hýskov los und bildete eine eigene Gemeinde. Das Dorf bestand im Jahre 1900 aus 33 Häusern und hatte 231 tschechischsprachige Einwohner. Seit dem Beginn des 20. Jahrhunderts wurden alternativ Zdýčina bzw. Kdýčina als amtliche Ortsnamen verwendet. Seit 1924 lautet der amtliche Ortsname Zdejcina. 1936 wurde die Gemeinde dem Okres Beroun zugeordnet. Im Jahre 1964 wurde Zdejcina nach Beroun eingemeindet. Seit Beginn des Jahres 1980 führt der Ortsteil den Namen Beroun-Zdejcina. Im Jahre 1991 hatte das Dorf 170 Einwohner, beim Zensus von 2001 lebten in den 68 Wohnhäusern von Zdejcina 223 Personen.

## Ortsgliederung

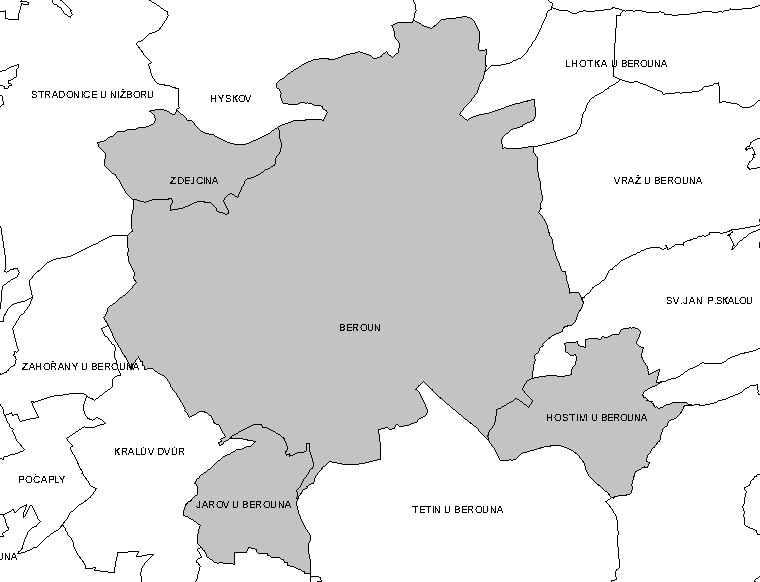
Katastralbezirke von Beroun

Der Ortsteil Beroun-Zdejcina bildet zugleich den Katastralbezirk Zdejcina. Zu Zdejcina gehören die Einschichten Brdatka, Drábov, Lísa und Na Lísku.

## Sehenswürdigkeiten
- Winterlinde Růžičková lípa an der östlichen Peripherie, Baumdenkmal
- Aussichtsturm auf dem Děd
- Wegekreuz